# 摩洛哥国徽
摩洛哥國徽啟用於1957年8月14日。
為一盾徽：前景為紅地綠色五角星，後為阿特拉斯山脈，太陽自後升起。盾上方有王冠，象徵君主政體。護盾獸為兩隻獅子。下方飾帶書有「إن تنصروا الله ينصركم‎（你助真主，真主助你）」 （古蘭經第47蘇拉第7節）。